# Fie Carelsen
Fie Carelsen, artiestennaam van Sophia de Jong (Amsterdam, 5 april 1890 – Den Haag, 21 juli 1975), was een Nederlandse actrice.
Sophia's moeder (artiestennaam Cécile Carelsen) was op dertigjarige leeftijd bij het toneel gegaan, zodat ze opgroeide in een milieu van toneelspelers. Op driejarige leeftijd had ze reeds haar eerste rol, liggend in de armen van haar tante Margot Cohen. Ze was van 1913 tot 1920 getrouwd met Jean-Louis Pisuisse en was diens tweede vrouw. Bij haar 25-jarig jubileum in 1932 speelde ze de titelrol in het toneelstuk Mata Hari. In 1934 ontving ze de Magda Janssens Hoedenspeld uit handen van Magda Janssens.
Fie Carelsen had een joodse moeder. Tijdens de Tweede Wereldoorlog, toen vele acteurs moesten onderduiken, moesten Fie en haar moeder Cécile zich melden bij het bevolkingsregister. Daar hoorde ze voor het eerst dat ze een natuurlijk kind van acteur Frits Bouwmeester sr. (1848-1906) en dus half joods was.
Fie Carelsen werd begraven in Den Haag op begraafplaats Oud Eik en Duinen. Ze verwierf in 1970 het eigendomsrecht van het graf van Jean-Louis Pisuisse en nam in haar testament op dat ze in zijn graf wenste te worden bijgezet. Dat gebeurde ook na haar overlijden in 1975. In 1976 werd uit haar nalatenschap de Pisuisse-prijs opgericht, voor de beste theaterprestatie van een leerling van de Academie voor Kleinkunst.
In Hengelo (O), Hoofddorp, Leiden, Spijkenisse en Zutphen is er een Fie Carelsenstraat, in Haarlem een Fie Carelsenplein, in Heerhugowaard een Fie Carelsentuin en in Amstelveen, Den Haag, Heemstede, Utrecht, Vlissingen een Fie Carelsenlaan.
- Biografisch Portaal: 14070164
- Digitale Bibliotheek voor de Nederlandse Letteren: care008
- Gemeinsame Normdatei: 118941216
- International Standard Name Identifier: 0000 0000 1036 7130
- Library of Congress Control Number: no2004106634
- MusicBrainz: 655eef11-d6c9-41c6-81cf-df2d1e8694e9
- Nederlandse Thesaurus van Auteursnamen: 070383545
- Virtual International Authority File: 59883535